# Nundasuchus
Nundasuchus songeaensis – archozaur żyjący w środkowym triasie (anizyk). Występował w Afryce (wówczas będącej częścią Pangei), na obszarach dzisiejszej Tanzanii.

## Nazwa
Nazwa rodzajowa zwierzęcia ma mieszane pochodzenie. Nunda oznacza „drapieżnik” w języku suahili, zaś stgr. σουχος souchos oznacza „krokodyl”. Epitet gatunkowy odnosi się do miasta Songea, w pobliżu którego znalezione zostały skamieniałości zwierzęcia.

## Charakterystyka
Było to duże zwierzę drapieżne, mierzące za życia 2,7 m długości. Miało masywne ciało i nogi ustawione pod tułowiem, jak u żyjących później dinozaurów. Zęby miały o kształt opisany jako przypominający noże do steków, a grzbiet zwierzęcia pokrywały kostne płytki, jak u krokodyli.
Gad znany jest wyłącznie z holotypu NMT RB48. Znalezione zostały fragmenty kości różnych partii szkieletu jednego osobnika, jednak tylko nieliczne części czaszki.